# Jak and Daxter: The Precursor Legacy
Jak and Daxter: The Precursor Legacy — платформер розроблений Naughty Dog та виданий Sony Computer Entertainment, перша гра із серії Jak and Daxter. Гра була розроблена спеціально для PlayStation 2 і вийшла 3 грудня 2001 року в Північній Америці, 7 грудня 2001 року в Європі і 20 грудня 2001 року в Японії. На сьогоднішній день було продано 4 млн. 200 тисяч. У 2012 році це був один з ремастированих портів в колекції Jak and Daxter Collection для PlayStation 3, а в 2013 році - для PlayStation Vita. Вона була випущена як порт "PS2 Classic" для PlayStation 4 22 серпня 2017 року, в той самий день, коли вийшла Uncharted: Втрачена спадщина. У 2022 році фанати випустили порт для ПК.

## Ігровий процес
У Jak and Daxter: The Precursor Legacy гравцеві треба збирати Power Cells які можна отримати за перемогу над ворогами, проходження випробувань і при купівлі Precursor Orbs. Також у гравця є доступ до надлюдських здібностей, таких, як подвійний стрибок. У грі представлено кілька босів, за перемогу над якими дають Power Cells. Більша частина гри пов'язана з «Eco». Eco — це кольорова енергія, яка представлена в грі в шести різних формах.

## Створення
Створення Jak and Daxter почалося в січні 1999 року. У той час велика частина Naughty Dog працювала над Crash Team Racing та тільки два програмісти були виділені для початку робіт над створенням Jak and Daxter. Гра перебувала в розробці майже три роки, і упродовж усього цього часу в неї були внесені численні зміни в усі аспекти гри, в той час Naughty Dog розробила рушій для гри, який згодом багаторазово переробляли.

## Критика
У цілому критикам гра сподобалася. Після виходу гри 2001 року було продано більше одного мільйона копій гри. На сьогодні тільки у США продано майже два мільйони копій.
| Агрегатор    | Оцінка                           |
| ------------ | -------------------------------- |
| GameRankings | 90/100 (засновано на 70 оглядах) |
| Metacritic   | 90/100 (засновано на 34 оглядах) |

| Видання                            | Оцінка  |
| ---------------------------------- | ------- |
| Famitsu                            | 34/40   |
| Game Informer                      | 9,25/10 |
| GameSpot                           | 8,8/10  |
| GameSpy                            | 4,5/5   |
| IGN                                | 9,4/10  |
| Official U.S. PlayStation Magazine | 10/10   |